# Dorothy Kilgallen
Dorothy Mae Kilgallen (Nova York, 3 de julho de 1913 - 8 de novembro de 1965) foi uma jornalista e apresentadora de televisão estadunidense. Começou sua carreira antes de completar os dezoito anos pelo New York Evening Journal da Hearst Corporation quando ainda estava no segundo ano da faculdade de New Rochelle. Em 1938 começou sua coluna intitulada The Voice of Broadway que chegou a ser reproduzida em 146 jornais do país. Foi ainda regular comentarista no programa de televisão What's My Line?, na década de 1950.
Suas colunas mostravam notícias e fofocas do show business, mas também se aventurava a tratar de política e crime organizado; escreveu matérias de capa sobre o julgamento de Sam Sheppard e mais tarde sobre o assassinato de JFK.

## A inimiga de Sinatra, Marilyn e outros, amiga de escândalos
A lista de polêmicas criadas por Dorothy em seus artigos passam pela ufologia, que registra um artigo seu publicado em 1955 onde a jornalista declara ter informações sérias de que os militares britânicos teriam capturado uma aeronave alienígena: “Hoje eu posso reportar sobre uma história que é positivamente assombrosa, sem mencionar assustadora. Os cientistas e pilotos britânicos, após examinarem os destroços de uma misteriosa nave, estão convencidos de que estes estranhos objetos aéreos não são ilusões de ótica ou invenções soviéticas, mas sim discos voadores originários de outro planeta.”; para dar mais credibilidade, ela teria informado que “A fonte da minha informação é um oficial britânico, que prefere não se identificar. Acreditamos, com base em nossos questionamentos até agora, que os discos sejam tripulados por homens pequenos - provavelmente com menos de 1,20 m de altura. É assustador, mas não há como negar que os discos voadores vêm de outro planeta.“ e que "Eu descobri que o governo britânico está segurando um relatório oficial sobre o exame do disco voador agora, possivelmente porque não deseja assustar o público.”
Kilgallen escrevera elogios a Frank Sinatra por muitos anos mas, a partir de 1956, passou a criticá-lo numa série de artigos; uma de suas matérias dizia que “Sinatra está aterrorizando seus amigos, telefonando com uma voz melancólica, dizendo ‘Por favor, certifique-se que as crianças sejam bem cuidadas’ e depois desligando.” Ela completou a matéria, dizendo que ele telefonava no dia seguinte se desculpando pois estava bêbado; o cantor tinha no álcool o motor da sua raiva contra aqueles que considerava inimigos, e ela o chamara de “Jekyll e Hyde em roupas de malandro trapaceiro”; ele reagiu primeiro entre os amigos, tinha um alvo que se parecia com ela, ao qual arremessava dardos – e depois a xingou, bêbado, até mesmo no palco durante um show em Las Vegas, muito tempo depois que ela tinha morrido.
Truman Capote narra um diálogo no qual Marilyn Monroe fala depreciativamente da jornalista, quando passavam próximo a um bar e ele sugeriu que entrassem para beber algo, ao que ela recusou, argumentando: “Está sempre cheio desses imbecis da propaganda. E aquela vaca, Dorothy Kilgallen, está sempre lá enchendo a cara. Qual é o problema desses irlandeses? Bebem de um jeito pior que os índios” - Capote diz que defendera a sua “mais ou menos amiga”, falando que conseguia ser uma mulher muito inteligente e divertida, ao que a estrela de Hollywood retrucou: “Seja como for, escreveu coisas horríveis a meu respeito. Mas essas babacas todas me odeiam...”
Suas colunas sobre o controverso caso judicial do médico Sam Sheppard renderam até mesmo menção no romance Mr. Peanut, de Adam Ross, onde ele relata que seus artigos interessavam neste caso: “Dorothy Kilgallen, autora de uma coluna distribuída nacionalmente cujos créditos foram omitidos depois de ela ter escrito que a acusação tinha fracassado em provar a culpa de Sheppard, ou, de fato, qualquer coisa.” E uma personagem retruca: “Aquela dona metida a besta precisava ser silenciada, calar a boca”.
Em 1960 ela provocou um verdadeiro furor de reação pública quando, em sua coluna de fofocas, relatou que Elvis Presley seria dispensado do serviço militar antes do tempo por "bom comportamento" - milhares de pessoas de todo o país, cujos filhos serviam às forças militares, escreveram aos seus congressistas, pleiteando igual tratamento; a celeuma foi tão grande que forçou uma dura resposta do Pentágono, pois "bom comportamento é o que se espera de todos", no Exército.
Em 1962 Kilgallen não se esquivou em participar da polêmica decorrente do massacre sofrido no ringue pelo pugilista cubano Benny "Kid" Paret, que ficara nove dias em coma após uma luta contra Emile Griffith, fazendo com que a própria existência do boxe fosse questionada; ela culpou o morto, fazendo-lhe os ataques mais pesados: "...ninguém colocou uma arma contra a cabeça de Benny Paret e o obrigou a entrar no ringue com Emile Griffith. O governo não o alistou e não o ameaçou de prisão caso não arriscasse sua vida, como o governo faz com tantos jovens rapazes que são chamados a servir seu país, quando prefeririam se engajar em carreiras mais tranquilas como caixas de banco ou fazendeiros." Argumentou que ele ganhara muito dinheiro: “Benny Paret recebeu $50.000 esta noite no Madison Square Garden. Isso é muito mais do que os Estados Unidos pagam a um soldado para ir ao Vietnã e levar um tiro de um sniper na cabeça” - e foi mais além, destilando preconceito com o fato de ele ser negro, cubano e pobre de origem, retrucando a defesa que a viúva dele fizera do trabalho do marido: “Bobagem (...). Benny poderia ter sido um ascensorista, ou um ajudante de garçom, ou um mecânico de carros, ou uma variedade de outras coisas, mas aí não teria um bando de bajuladores o tratando como um bebê maravilhoso (...) Ninguém celebra um ajudante de garçom”

## Morte
Kilgallen morreu uma noite após tomar pequenas doses de álcool enquanto ingerira barbituratos; separadas, as substâncias não apresentam risco mas, uma vez combinadas, foram letais.